# Європейський фольклор

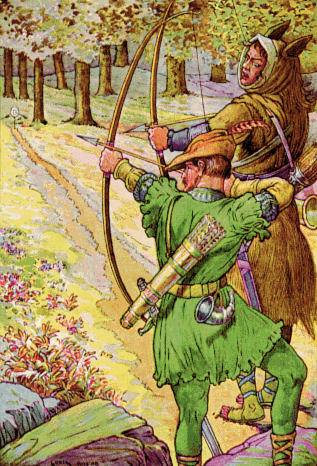
Робін стріляє з сером Гаєм

Європейський фольклор або західний фольклор − фольклор західного світу, особливо якщо розглядати його в порівняльному контексті. Історія християнського світу в період раннього нового періоду призвела до появи ряду традицій, спільних для багатьох європейських етнічних і регіональних культур.
Особливо це стосується загальних традицій, заснованих на християнській міфології, тобто певних спільних рис у святкуванні Різдва, таких як різноманітні різдвяні подарунки або звичаї, пов'язані з Днем усіх померлих.
Крім того, існують певні апотропеїчні жести або практики, які зустрічаються у багатьох частинах західного світу, такі як стукіт по дереву або жест схрещених пальців.

## Історія
Витоки багатьох образних чи метафоричних вживань слів, чи виразів у європейському фольклорі можна простежити до протоіндоєвропейських народів епохи неоліту та бронзи, хоча вони можуть походити від навіть більш ранніх традицій. Приклади включають міф-архетип «Chaoskampf», а також, можливо, віру в стукання по дереву на щастя. Культура класичної античності, включаючи міфологію, елліністичну релігію та магічну або культову практику, мала великий вплив на період формування християнства, і її можна знайти в основі традицій усіх територій, раніше колонізованих греками та Римською імперією, а також шляхом експансії на тих територіях, яких християнізація досягла в середні віки. Це включає всю Європу, більшу частину Близького Сходу та Північної Африки. Ці традиції, успадковані від народних вірувань римської епохи, були поєднані з місцевими традиціями, зокрема германськими, кельтськими та слов'янськими. Багато народних традицій також виникли в результаті контакту з ісламським світом, особливо на Балканах і на Піренейському півострові, які перебували під владою ісламських імперій, перш ніж були повторно завойовані (у випадку Балкан, частково) християнськими силами. Результат такого культурного контакту видно, наприклад, у традиції танцю Морріса в Англії, адаптації «мавританських» танців пізнього середньовіччя.
Результатом стали споріднені, але регіонально відмінні народні традиції, які існували в європейському суспільстві напередодні раннього нового періоду. У новий період, особливо починаючи з XIX століття, між цими традиціями було багато взаємного запозичення, часто в обхід американського фольклору.

## Регіональні традиції

### Північна Європа
- Британський фольклор[en]
- Англійський фольклор[en]
  - Англосаксонське язичництво[en]
- Естонський фольклор[en]
- Фінський фольклор[en]
- Литовський фольклор
- Скандинавський фольклор[en]
- Кельтська міфологія
  - Справа Британії[en]
  - Ірландський фольклор
  - Фольклор острова Мен[en]
  - Гебрідська міфологія та фольклор[en]
  - Шотландський фольклор
  - Валлійський фольклор[en]
- Голландський фольклор[en]

### Західна і Південна Європа
- Альпійський фольклор[en]
- Іспанський фольклор[en]
- Французький фольклор[en]
- Німецький фольклор[en]
- Сучасний[en] / давньогрецький фольклор
- Португальський фольклор[en]
- Італійський фольклор[en]
- Швейцарський фольклор[en]
- Народний католицизм[en]

### Центральна та Східна Європа
- Албанський фольклор[en]
- Угорський фольклор[en]
- Чорногорський фольклор
- Румунський фольклор[en]
- Слов'янський фольклор[en]
  - Польська культура
  - Чеський фольклор[en]
  - Російський фольклор[en]
  - Український фольклор
  - Сербський фольклор
  - Болгарський фольклор